# Katchi
Katchi è un singolo del duo musicale francese Ofenbach, pubblicato il 25 agosto 2017.

## Descrizione
Il singolo è una cover dell'omonimo brano del cantante statunitense Nick Waterhouse, che ha collaborato alla parte vocale di questo brano.

## Promozione
- Il brano è stato usato nella quinta edizione del programma televisivo Chi ha incastrato Peter Pan?, condotto da Paolo Bonolis e Luca Laurenti in onda su Canale 5, come singolo per gli highlights di ogni puntata.
- Dal 20 novembre 2017 all'aprile 2018 la canzone è stata la colonna sonora degli spot Wind.
- In occasione della puntata di debutto della trasmissione Non è l'Arena del 12 novembre 2017, è stata usata come colonna sonora per il servizio sulla latitanza di Giancarlo Tulliani a Dubai.

## Video musicale
Il video musicale, pubblicato il 29 settembre 2017 e girato in campagna, mostra una cabina telefonica dove un uomo parla al telefono e i produttori che girano con una macchina rossa dove successivamente salirà anche una ragazza (l'attrice Joanna Bros, già protagonista del precedente video di Be Mine).

## Classifiche

### Classifiche settimanali
| Classifica (2017-18) | Posizione massima |
| -------------------- | ----------------- |
| Australia            | 54                |
| Austria              | 5                 |
| Belgio (Vallonia)    | 12                |
| Francia              | 9                 |
| Germania             | 9                 |
| Italia               | 19                |
| Lussemburgo          | 5                 |
| Polonia              | 5                 |
| Portogallo           | 75                |
| Repubblica Ceca      | 9                 |
| Svizzera             | 6                 |
| Ungheria             | 6                 |

### Classifiche di fine anno
| Classifica (2017) | Posizione |
| ----------------- | --------- |
| Francia           | 118       |
| Polonia           | 38        |
| Svizzera          | 17        |
| Classifica (2018) | Posizione |
| Austria           | 63        |
| Francia           | 63        |
| Germania          | 46        |
| Svizzera          | 44        |
| Ungheria          | 38        |